# 金剛變形
《金剛變形》由台灣歌手黃鴻升演唱，該歌曲也是電視劇《珍愛林北》的片尾曲。滾石唱片於2011年8月20日開始進行預購，2011年9月2日正式發行 。後於2011年11月11日推出金鑽鋼鐵版，附增《金剛變形》音樂錄影帶的DVD 。

## 曲目
1. 金剛變形
  - 作曲：Fun4，作詞：Fun4，編曲：楊聲錚，監製：周志豪
2. 金剛變形（Instrumental）
  - 《金剛變形》的純音樂版本
  - 作曲：Fun4，編曲：楊聲錚，監製：周志豪

## 唱片版本
- CD第一版
- CD+DVD版（金鑽鋼鐵版）

## 音樂錄影帶
| 歌名     | 執導   | 首播日期       | 頻道 | 附註 |
| -------- | ------ | -------------- | ---- | ---- |
| 金剛變形 | 詹維峰 | 2011年11月11日 |      |      |

## 影視歌曲
電視劇《珍愛林北》片尾曲

## 備註
1. ↑  YESASIA : 金剛變形 (Single) 鐳射唱片 - 小鬼 (黃鴻升), 滾石 (TW) （页面存档备份，存于），2011年11月13日 (日) 19:00 (UTC+8)查閱（繁體中文）
2. ↑  YESASIA : 金剛變形 (金鑽鋼鐵版) (CD Single + DVD) 鐳射唱片 - 小鬼 (黃鴻升), 滾石 (TW) （页面存档备份，存于），2011年11月13日 (日) 19:05 (UTC+8)查閱（繁體中文）